# Ayenia spinosa
Ayenia spinosa är en malvaväxtart som beskrevs av A. Rodríguez Fuentes och J. Bisse. Ayenia spinosa ingår i släktet Ayenia och familjen malvaväxter. Inga underarter finns listade i Catalogue of Life.